# Bairdia cultrijugata
Bairdia cultrijugata är en kräftdjursart. Bairdia cultrijugata ingår i släktet Bairdia och familjen Bairdiidae. Inga underarter finns listade.